# Seis metamorfosis según Ovidio
Six Metamorphoses after Ovid, en español Seis metamorfosis según Ovidio, Op. 49, es una obra escrita para oboe solo por el compositor inglés Benjamin Britten en 1951. Su intento fue evocar las imágenes del poeta romano Ovidio en su obra titulada Las metamorfosis. 

## Historia
La obra está dedicada a la oboísta Joy Boughton, hija de su amigo Rutland Boughton, compositor contemporáneo que dio la primera interpretación de esta obra en el Aldeburgh Festival el 14 de junio de 1951.

## Descripción
Dividida en seis movimientos, cada uno de los cuales está encabezado con la siguiente inscripción:
| 1. Pan, "who played upon the reed pipe which was Syrinx, his beloved." 2. Phaeton, "who rode upon the chariot of the sun for one day and was hurled into the river Padus by a thunderbolt." 3. Niobe, "who, lamenting the death of her fourteen children, was turned into a mountain." 4. Bacchus, "at whose feasts is heard the noise of gaggling women's tattling tongues and shouting out of boys." 5. Narcissus, "who fell in love with his own image and became a flower." 6. Arethusa, "who, flying from the love of Alpheus the river god, was turned into a fountain." | 1. Pan, «quien una vez tocó la flauta a Siringa, su amada». 2. Faetón, «quien condujo el carro del sol durante un día y fue arrojado al río Po por un rayo». 3. Níobe, «quien, lamentando la muerte de sus catorce hijos, fue convertida en una montaña». 4. Baco, «en cuyas fiestas se oyen los murmullos de mujeres y los gritos de hombres». 5. Narciso, «quien se enamoró de su propia imagen y se convirtió en flor». 6. Aretusa, «quien, al huir volando del amor del dios del río Alfeo, fue transformada en una fuente». |

La mayoría de los seis movimientos están marcados por frecuentes pausas entre las frases, mediante signos de respiración (cesuras) o un calderón. Una interpretación habitual dura entre diez y quince minutos.
Debido al espíritu libre de la epónima figura mitológica, el primer movimiento está señalado como Senza misura, o «sin medida». Esto, en combinación con los frecuentes calderones de fin de frase, dan a la pieza una sensación de ad líbitum. Marcado como Vivace rítmico, el segundo movimiento representa el viaje de Faetón en el carro de su padre, el Dios del Sol, Helios. Sus corcheas inexorables y rítmicas evocan imágenes de este viaje, primero ascendiendo cuando Faetón se eleva muy arriba, luego descendiendo cuando vuela más bajo. Contrastando con el anterior movimiento, el tercero toma un tiempo de Andante más lento. Marcado como piangendo, o «llorando», la intención estilística de esta pieza es la de evocar imágenes de las lágrimas de Níobe. Hacia el final, esta figura crece de manera obsesiva antes de languidecer. El cuarto vivo movimiento de esta pieza está dividido en cuatro secciones marcadas Allegro pesante, Più vivo, Tempo primo y Con moto. El quinto movimiento, marcado como Lento piacevole, o «lento y placentero», es el de mayor duración y evoca imágenes de la tranquila fijación del protagonista en su belleza. Britten concluye su obra con una placentera y serpenteante pieza que evoca imágenes de la bella Aretusa y el fluir del agua en que ella se convirtió.
Debido a que la música está escrita para un solo instrumento, Britten permite que el intérprete se tome una licencia altamente expresiva. Pan, por ejemplo, no lleva indicación de compás. Las características de cada Dios pueden, por lo tanto, expresarse completamente a través de la interpretación.
I. Pan

## Para más información
- Caird, George (2006). «Benjamin Britten and his Metamorphosis». Double Reed News (en inglés) (76): 18-22.